# Walgesang
Als Walgesang wird die Kommunikation der Wale durch Laute bezeichnet. Die Bezeichnung „Gesang“ (in der englischen Sprache whale song) wurde von Walforschern gewählt, da vor allem die Buckelwale und andere Bartenwale mit vorhersehbaren und sich wiederholenden „Strophen“ kommunizieren. Ihr „Gesang“ ist insofern vergleichbar mit dem Vogelgesang und mit dem Gesang des Menschen.
Durch ihr Leben im Wasser nutzen Wale und andere Meeressäuger die lautliche Kommunikation nicht zuletzt deshalb, weil die visuelle Wahrnehmung durch die begrenzte Sichtweite unter Wasser ebenfalls begrenzt ist und der Geruchssinn aufgrund der relativ langsamen Verteilung von Stoffen im Wasser – beispielsweise von Pheromonen – weniger zur innerartlichen Kommunikation geeignet ist als an Land.
Walgesang wird selten per Kontaktmikrofon als Körperschall eines einzelnen Wals aufgenommen, sondern zumeist als Wasserschall durch ein Unterwassermikrofon, womit zugleich der Schall mehrerer Wale empfangen wird. Folglich ist der „Gesang“ umso lauter, je näher sich ein Wal zum Mikrofon befindet. In öffentlichen Vorführungen für Laien wird der Gesang der großen Walarten häufig mit mehrfacher Geschwindigkeit abgespielt, um die für das menschliche Ohr kaum hörbaren, sehr tiefen Frequenzen in den Bereich des Hörfelds des Menschen anzuheben. Die original sehr tiefen Frequenzen sind eine evolutionäre Anpassung an die physikalischen Gegebenheiten unter Wasser, weil bei den großen Distanzen, die der Walgesang überbrückt, der Intensitätsverlust tiefer Töne geringer ist als derjenige hoher Töne.

## Entstehung des Gesangs
Menschen produzieren Töne, indem sie Luft durch den Kehlkopf – in der Regel aufwärts – strömen lassen. Durch das Öffnen und Schließen der Stimmlippen entstehen Luftpakete. Kehle, Zunge und Lippen formen daraus unterschiedliche Laute oder Wortlaute. Die Tonbildung der Wale entsteht auf vollständig anderem Weg, wobei sie sich bei den beiden Hauptgruppen der Wale, den Barten- und den Zahnwalen, deutlich unterscheidet.

### Tonbildung der Zahnwale

Anatomische Strukturen des Delfinkopfes mit Relevanz zur Lauterzeugung. Grün: Schädelknochen und Kiefer. Weiß: Luftraum – oben Blasloch, unten Innenohr, 4 Säcke. Rot: Stimmlippen. Hellblau: Hintere Bursa (Nasentasche?). Dunkelblau: Vordere Bursa (Nasentasche?) und Melone. (englisch)

Das Tonspektrum der Zahnwale besteht vor allem aus kurzen hochfrequenten Klick- und Pfeiftönen; die langanhaltenden Tonfolgen, die klassischerweise als Walgesang bekannt sind, sind bei ihnen weniger ausgeprägt. Einzelne Klicklaute werden meistens zur Echoortung, Tonfolgen dagegen zur Kommunikation benutzt. In großen Delfin-Schulen entsteht so oft ein Gewirr von Geräuschen, das manchmal mit der Geräuschkulisse von Kindern auf einem Spielplatz verglichen wird. Über die Bedeutung der einzelnen Tonfolgen ist allerdings nur sehr wenig bekannt.
Die Töne selbst entstehen bei der Passage von Luft durch eine Raumstruktur im Kopf, die den menschlichen Nasenhöhlen entspricht und als phonic lips bezeichnet wird. Diese phonic lips liegen zwischen mehreren Luftsäcken, in denen die Luft gespeichert wird. Alle Zahnwale mit Ausnahme der Pottwale haben zwei Paare dieser „Lippen“, wodurch sie unabhängig voneinander zur selben Zeit zwei Töne produzieren können. Die Vibration, die an den phonic lips entsteht, wird weitergeleitet in die Melone des Wales. Hier wird der Ton geformt und in die richtige Richtung gelenkt, um zur Echoortung genutzt zu werden.

### Tonbildung der Bartenwale
Bartenwale haben keine solchen phonic lips. Stattdessen besitzen sie einen Kehlkopf, der offensichtlich eine Rolle bei der Tonproduktion spielt, aber keine Stimmbänder aufweist. Bis heute ist der genaue Mechanismus der Tonbildung ungeklärt, er muss sich jedoch von dem der Menschen deutlich unterscheiden. Wale müssen nicht ausatmen, um die Töne zu produzieren.

## Gesang der Buckelwale

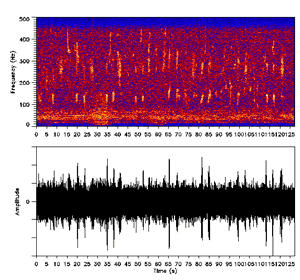
Buckelwal
Spektrogramm, 10× Geschwindigkeit
Tondatei (Ogg, 57 kB)

Der eingangs erwähnte strophenhafte Walgesang ist kennzeichnend für den Buckelwal.
Männliche Buckelwale singen typischerweise zur Paarungszeit, worauf sich die Annahme stützt, dass der Strophengesang der Partnerwahl dient. Unbekannt ist, ob es sich um ein Verhalten gegenüber dem Rivalen (akustischer Rivalenkampf) handelt oder imponierend gegenüber den Weibchen wirken soll.
Die ersten wissenschaftlichen Untersuchungen des Walgesangs stellten die Forscher Roger Payne und Scott McVay im Jahr 1971 an. Dabei konnten sie einen hierarchischen Aufbau der Töne erkennen. Die Basiseinheiten des Gesangs sind demnach einzelne, ununterbrochene Tonfolgen, die mehrere Sekunden andauern.
Vier bis sechs dieser Grundeinheiten bilden eine Teilstrophe, zwei Teilstrophen wiederum stellen eine Strophe dar. Dieselbe Strophe wiederholt ein Wal im Normalfall ständig über eine Zeitspanne von zwei bis vier Minuten. Dieser Teil wird als „Thema“ bezeichnet. Mehrere dieser „Themen“ in Folge ergeben den „Gesang“, der etwa 20 Minuten andauert. Derselbe „Gesang“ wird über mehrere Stunden oder sogar Tage immer wieder gesungen. Bezeichnet wurde diese Hierarchie als „Puppe in der Puppe“ (russian doll).
Jeder Walgesang entwickelt sich über eine gewisse Zeitspanne. So kann zum Beispiel eine Strophe, die mit einem erhöhten Ton („upsweep“) beginnt, im Laufe eines Monats so umgestellt sein, dass dieser Bereich durch einen konstanten Ton ausgetauscht wird. Andere Teile werden mit der Zeit etwas lauter oder leiser. Auch die Geschwindigkeit dieser Veränderungen variiert. So gibt es Jahre, in denen die Wale ständig ihre Gesänge variieren, während sie in anderen Jahren über längere Zeit hinweg konstant bleiben.

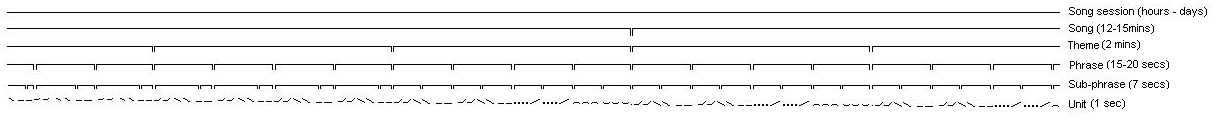
Idealisiertes Schema des Gesangs eines Buckelwales

Buckelwale, die in den gleichen Regionen leben, haben meistens sehr ähnliche Lieder mit teilweise nur sehr leichten Unterschieden. Dagegen haben Wale von geographisch vollständig getrennten Gebieten sehr unterschiedliche Gesänge. Während der Entwicklung der Gesänge werden alte Strophen nicht erneut aufgenommen. So konnte eine Studie über eine Zeitspanne von 19 Jahren zeigen, dass zwar generelle Teile immer mal wiederkehren, niemals jedoch in der gleichen Kombination.
Neben den Gesängen produzieren Buckelwale auch Töne, die nicht strophenartig aufgebaut sind, etwa zur Abgrenzung von Revierbereichen. Eine dritte Gruppe der Buckelwaltöne sind die sogenannten feeding calls (etwa „Futter-Rufe“). Dabei handelt es sich um einen zwischen fünf und zehn Sekunden langen, durchgehenden Ton annähernd gleicher Frequenz. Dieser wird bei der gemeinsamen Jagd eingesetzt, bei der sich mehrere Wale unterhalb von Fischschwärmen aufhalten und diese durch ausgeblasene Luft in einen Blasenvorhang einengen, um dann von unten mit geöffnetem Maul im Schwarm aufzutauchen. Bevor sie den Blasenteppich aufbauen, ertönt dieser Ton. Offensichtlich reagieren auch die Fische auf den Ton. So wurde nachgewiesen, dass bei Erklingen des Geräusches einzelne Fische fluchtartig den Hauptschwarm verlassen, unabhängig davon, ob Wale in der Nähe sind.
Infolge der guten Schallleitfähigkeit des Wassers und der niedrigen Frequenz der ausgesandten Schallwellen lassen sich die Gesänge noch aus großer Entfernung wahrnehmen. Hierbei werden mehrere hundert bis einige tausend Kilometer als mögliche Distanz zwischen singendem Tier und Empfänger angegeben.

## Andere Arten
Die meisten anderen Wale produzieren Töne von unterschiedlicher Komplexität. Vor allem der Weißwal zeichnet sich durch ein immenses Spektrum an Tönen aus, das ihm den Namen Sea Canary beibrachte (Kanarienvogel des Meeres).
Bei Blauwalen wurde beobachtet, dass die Tonhöhe ihrer Gesänge seit den 1960er Jahren erheblich gesunken ist. Die Ursache hierfür ist unklar; vermutet wird, dass die Wale über weniger große Entfernungen kommunizieren müssen als in den 1960er Jahren, da sich infolge der Einstellung der kommerziellen Jagd die Populationsdichte vergrößert habe. Ein tiefer Gesang der männlichen Wale signalisiere zudem ein großes Lungen- und Körpervolumen, weswegen weibliche Wale bei der Partnerwahl möglicherweise größere Tiere bevorzugen.
Bei Atlantischen Nordkapern wurde beobachtet, dass Mütter die Lautstärke ihres Gesanges in Gegenwart ihrer jungen Kälber stark dämpfen. Als mögliche Erklärung nannten die Forscher Tarnung vor Prädatoren, wie z. B. Haie und Orcas. Für möglicherweise ebenfalls kausal wurde die allgemeine soziale Isolation von Müttern und ihren Kälbern befunden, da in dieser Zeit keine Kommunikation über weite Distanzen benötigt wird.
Grönlandwale singen in den Monaten April bis November 24 Stunden pro Tag und ihr Gesang weist eine hohe Variabilität auf. Forschern gelang es, 184 „Lieder“ zu unterscheiden.

## Menschen und Walgesänge
Walgesänge werden häufig als ein besonders faszinierendes Naturphänomen beschrieben, das jedoch durch die Zunahme der Geräusche in den Ozeanen und deren Effekte auf die Wale bedroht ist. Untersuchungen an Großen Schwertwalen im Gebiet von Vancouver zeigten beispielsweise, dass die Tiere mit zunehmendem Bootsverkehr die Frequenz ihrer Rufe veränderten und auch die Lautstärke erhöhten, um die Signale noch zu hören. Umweltschützer fürchten eine massive Zunahme des Stresses für die Tiere durch diese akustische Umweltverschmutzung. So vermuten sie einen Zusammenhang zwischen Walstrandungen und dem Einsatz militärischer Sonare, die den Orientierungssinn der Tiere stören.
Dem Schutz der Wale verpflichtet ist das Whalesong-Projekt: Seit dem Jahr 2000 wird während der jährlichen „Walsaison“ vor der Küste der Stadt Kihei im Süden der Insel Maui (Hawaii) ein Hydrophon an einer Boje ins Wasser gehängt, von dem 24 Stunden am Tag live die dortigen Walgesänge und Geräusche mit einer maximalen Verzögerung von acht Sekunden über das Internet angehört werden können.
Zu den Geräuschen auf der Voyager Golden Record gehören auch Walgesänge.
Das Projekt CETI (Cetacean Translation Initiative) befasst sich mit Hilfe des maschinellen Lernens mit den Klicks des Pottwals, sucht darin nach Mustern und Sequenzen und versucht nachzuvollziehen, wie sie sich zu Codas zusammensetzen. Allgemeiner hat das Earth Species Project KI-Modelle für eine Vielzahl von Arten entwickelt, um deren Kommunikation nachzuahmen, und verfolgt das Ziel, eine Zwei-Wege-Kommunikation mit den Tieren zu ermöglichen.

## Tonbeispiele
| Gesang eines Buckelwals:               |
| Buckelwalgesang an einem windigen Tag: |
| „Gesang“ des Großen Schwertwals:       |
| Großer Schwertwal, entfernt:           |
| Großer Schwertwal:                     |

## Weiteres Audiomaterial
- Roger Payne: Songs of the Humpback Whale. CRM Records, 1970.
- Wolfgang Tins: Walstimmen. Gesänge und Rufe aus der Tiefe. Musikverlag Edition Ample, Germering 2000, ISBN 978-3-935329-01-9.

## Belege
1. ↑  Vergleiche: Sound generator: The Monkey Lips/Dorsal Bursae Complex (MLDB) Best Dolphin Head Diagram - 1550oldoakroad.com pinterest.com
2. ↑  Ted W. Cranford et al.: Observation and analysis of sonar signal generation in the bottlenose dolphin (Tursiops truncatus): Evidence for two sonar sources. In: Journal of Experimental Marine Biology and Ecology. Band 407, Nr. 1, 2011, S. 81–96, doi:10.1016/j.jembe.2011.07.010.
3. ↑  George Dvorsky, Levi Gadye: Why Whale Songs Are Still One Of Science’s Greatest Mysteries. In: Gizmodo. 19. März 2015, abgerufen am 21. Dezember 2020.
4. 1 2   Die Jazz-Musiker der Meere: Ganz schön groovy Grönlandwale. Auf: mdr.de vom 25. Juli 2019.
5. 1 2 3  Adam S. Frankel: Sound production. In: Encyclopedia of Marine Mammals. Academic Press, San Diego/London 2002, ISBN 0-12-551340-2, S. 1126–1137.
6. ↑  Mark A. McDonald et al.: Worldwide decline in tonal frequencies of blue whale songs. Endangered Species Research, Band 9, 2009, S. 13–21, doi:10.3354/esr00217, Volltext (PDF; 817 kB).
7. ↑  Susan E. Parks et al.: Acoustic crypsis in communication by North Atlantic right whale mother–calf pairs on the calving grounds. In: Biology Letters. Band 15, Nr. 10, 2019, doi:10.1098/rsbl.2019.0485
Akustische Tarnung: Walmütter flüstern mit den Kindern. Abgerufen am 14. Oktober 2019.
8. ↑  K. M. Stafford er al.: Extreme diversity in the songs of Spitsbergen’s bowhead whales. In: Biology Letters. Band 14, Nr. 4, 2018, doi:10.1098/rsbl.2018.0056.
9. ↑  Siehe hierzu den Bericht des Bundesamtes für Naturschutz über Auswirkungen auf marine Arten.
10. ↑  Siehe hierzu auch den Dokumentarfilm Sonic Sea von 2016, der von 16 gestrandeten Walen an der Westküste der Bahamas im Jahre 2000 ausgeht und Begründungen findet im rasanten Wachstum der kommerziellen Schifffahrt (Motoren und v. a. die Kavitation), in der Verwendung von Luftkanonen (Impulsschall) zur Kartierung des Meeresbodens durch die Ölindustrie, und das sog. aktive Sonarsystem der US-Marine. Webseite zum Film (in englischer Sprache), Sonic Sea auf YouTube (in englischer Sprache).
11. ↑  whalesong.net
12. ↑  Michael Moorstedt: 120 Bilder, zwei Dutzend Lieder und ein paar Geräusche. In: Süddeutsche. 3. September 2017, abgerufen am 21. Dezember 2020.
13. ↑  Craig Welch: Hochmodernes KI-Projekt soll die Sprache der Wale entschlüsseln. In: nationalgeographic.de. 21. April 2021, abgerufen am 4. November 2023.
14. ↑  Lois Parshley: KI könnte uns endlich mit Tieren sprechen lassen. In: spektrum.de. 31. Oktober 2023, abgerufen am 4. November 2023.